# کی-آر-آی-تی موتور
کی-آر-آی-تی موتور (انگلیسی: K-R-I-T Motor Car Company) که به صورت ساده کریت هم می‌گویند یک شرکت کوچک خودروسازی (۱۹۰۹–۱۹۱۶) در دیترویت، میشیگان بود.

## تاریخچه

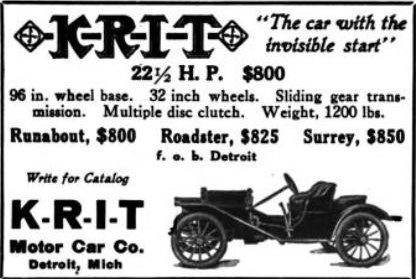
تبلیغات خودروسازی کریت موتور در ۱۹۱۱

نام آن احتمالاً از کنت کریتندن، که حامی مالی طرح و شخص کمک کننده در طراحی اتومبیل‌های کریت بود سرچشمه گرفته است. علامت اتومبیل یک صلیب شکسته بود. کریت در طول تاریخ خود، دو مکان مختلف داشت: اولی را از ماشین‌سازی بلام‌استروم گرفته بود و دومی، کارگاهی بود متعلق به آر. ام. اون و کمپانی‌اش که به‌خاطر انتقال به اون مگنتیک، خالی شده بود و کریت در ۱۹۱۱ به آن‌جا نقل مکان کرد. خودروها ۴ سیلندر بودند و بسیار از آن‌ها به استرالیا و اروپا صادر شدند. با وقوع جنگ جهانی اول آسیب جدی به شرکت وارد شد و در سال ۱۹۱۵ شرکت از پای درآمد. چند ماشین متعاقباً از قطعات باقی مانده سرهم شده بودند.
در سال ۱۹۱۱ شرکت کریت موتور توسط والتر اس راسل که از شرکت چرخ و ریخته‌گری راسل بود خریداری شد.

## نمونه باقی‌مانده

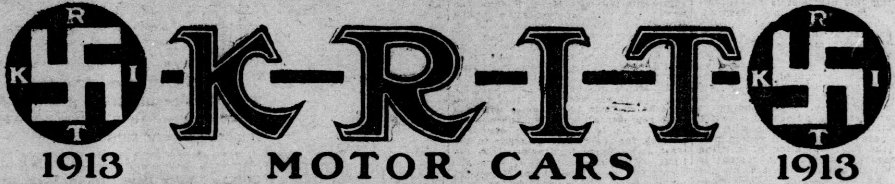
آرم برجسته صلیب شکسته را نشان می‌دهد

بعد از جنگ جهانی دوم به دلیل تشابه آرم خودروهای کریت و نماد نازیسم اکثر خودروها و دیگر وسایل کریت جمع‌آوری نابود شدند. خودرو کریت «کی-تی» ساخته شده در سال ۱۹۱۳ که یک خودروی توریستی ۵ نفره می‌باشد در موزه ملی خودرو آمریکا در رینو، نوادا نگهداری می‌شود.

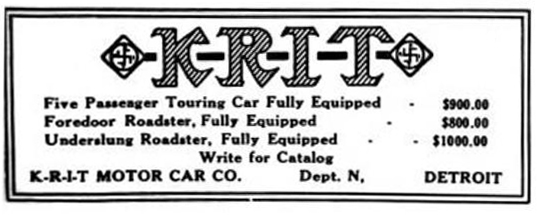
تبلیغات کریت موتور در ۱۹۱۲

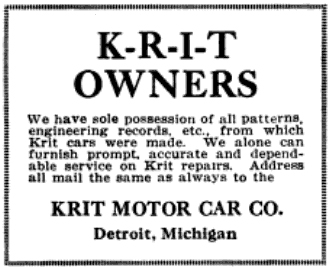
الگوهای در دسترس کریت موتور در ۱۹۱۷